# Wet the Bed
Wet the Bed ist ein Lied des US-amerikanischen Musikers Chris Brown. Es erschien am 13. September 2011 als sechste und letzte Single von Browns viertem Studioalbum F.A.M.E., woraufhin es sich in den Billboard Hot 100 auf Platz 77 platzierte. Außerhalb der USA stieg der Titel nicht in die Charts ein. Der Rapper Ludacris tritt bei dem Lied als Gastmusiker in Erscheinung.

## Hintergrund und Veröffentlichung
Das Lied wurde von Chris Brown, Derrick „Bigg D“ Baker, Kevin McCall, Amber Streeter, Andre Merritt, Joseph Bereal und Ludacris geschrieben, wobei Bigg D gleichzeitig auch als Produzent fungierte. Aufgenommen wurde es von Brian Springer im At the Record Plant, einem Tonstudio in Los Angeles, Kalifornien. Springer zeigte sich auch für die Abmischung verantwortlich, hierbei erfuhr er jedoch durch Iain Findlay Unterstützung. Am 13. September 2011 veröffentlichte man das Album für das Radioformat Urban Contemporary.

## Live-Auftritte
Zum ersten Mal sangen Brown und Ludacris das Lied am 18. März 2011 bei einer Party zu Ehren des Albums F.A.M.E., welches wenige Tage später in den USA erschien. Während der F.A.M.E. Tour, welche im April in Australien begann und nach einer mehrmonatigen Pause von September bis Dezember 2011 fortgeführt wurde, gehörte der Titel ebenfalls zur Setlist. Dabei war Gastmusiker Ludacris allerdings nicht mehr an den Auftritten beteiligt.

## Erfolg

### Rezeption
Bei USA Today nannte man den Titel „anzüglich“ und war der Meinung, dass Brown zu einer neuen Phase seiner Musik übergeht. Joanne Dorken vom britischen MTV fühlte sich aufgrund des Liedes „eher besorglich“. Sie stellte des Weiteren fest, dass der Text des Liedes sich vermehrt darum drehe, wie Brown Wege erkundet, eine Frau „zufrieden zu stellen“. Ein weiterer Rezensent bemerkte, dass „Browns Identitätskrise am offensichtlichsten durch den Titel verraten wird“. Hannah Ash kritisierte den Text des Liedes als „irgendwie anekelnd und etwas, dem man nicht seine Aufmerksamkeit schenken muss“. Allerdings lobte sie auch Brown Stimme, die dies wiedergutmache. Bei IGN merkte man an, dass der Titel durch seinen „übertrieben groben“ Text R. Kelly zu Zeiten seines Debütalbums die Schamesröte ins Gesicht hätte steigen lassen.

### Kommerzieller Erfolg
Das Lied stieg lediglich in die Charts der USA ein und erreichte außerhalb des Landes keine Platzierung. In den Billboard Hot 100 platzierte sich der Titel in der ersten Woche auf Platz 96, bis er schließlich wenige Wochen später mit Rang 77 seine Höchstplatzierung erlangte.
| ChartsChartplatzierungen       | Höchstplatzierung | Wochen |
| ------------------------------ | ----------------- | ------ |
| Vereinigte Staaten (Billboard) | 77 (10 Wo.)       | 10     |

## Mitwirkende Personen
Quelle: Album-Booklet
- Chris Brown – Songwriter, Lead-Gesang
- Derrick „Bigg D“ Baker – Songwriter, Produzent
- Joseph Bereal – Songwriter
- Ludacris – Songwriter, Gastmusiker
- Kevin McCall – Songwriter
- Amber Streeter – Songwriter
- Andre Merritt – Songwriter